# Конвой Кваджелейн – Сасебо (01.11.43 – 25.11.43)
Конвой Кваджелейн — Сасебо (01.11.43 — 25.11.43) — японський конвой часів Другої світової війни, проведення якого відбувалось у листопаді 1943-го.
Формування конвою пов'язане з порятунком флотського танкера «Ширетоко» (Shiretoko), який у вересні 1943-го під час спроби полишити Маршаллові острови у складі конвою № 6113 був торпедований підводним човном та приведений на буксирі на атол Кваджелейн (тут була головна японська база на Маршаллових островах). За пункт призначення обрали японський порт Сасебо (західне узбережжя Кюсю), де танкер мав пройти повноцінний ремонт.
1 листопада 1943-го «Ширетоко» вийшов з Кваджелейну на буксирі у транспорта «Момогава-Мару». Охорону переходу по всьому маршруту забезпечував торпедний човен «Хійодорі». Також для ескортування залучали й інші кораблі — мисливець за підводними човнами CH-31 (до Труку), переобладнаний мисливець за підводними човнами «Такунан-Мару № 6» (перебував з конвоєм і після проходження Сайпану), допоміжний мисливець за підводними човнами CHa-6 і переобладнаний мисливець за підводними човнами «Кароліне-Мару».
7 листопада 1943-го загін пройшов атол Трук (тут, у центрі Каролінського архіпелагу, була головна база японського ВМФ у Океанії), а 10 листопада прибув на Сайпан (головна японська база на Маріанських островах).
11 листопада 1943-го конвой рушив з Маріанських островів. Вранці 13 листопада в районі за п'ять сотень кілометрів на північний захід від Сайпану американський підводний човен USS Scorpion перехопив конвой, що прямував зі швидкістю 6 вузлів. Він випустив чотири торпеди, одна з яких поцілила «Ширетоко», який сильніше осів у воду, але не затонув і проведення на буксирі тривало.
22 та 23 листопада 1943-го з «Момогава-Мару» помічали у воді щось схоже на сліди від торпед, після чого судно провадило маневр ухилення. Втім, 25 листопада конвой успішно завершив перехід у Сасебо.
У підсумку «Ширетоко» буде відремонтований і далі виконуватиме завдання, але в лютому 1945-го загине внаслідок авіанальоту в Сінгапурі.